# Quietus (Silent Reverie)
Pour l'empereur romain, voir Quiétus.
Singles de Epica
Solitary Ground
(2005) Never Enough
(2007)
Quietus (Silent Reverie) est un single du groupe de metal symphonique Epica, sorti en 2005.
Crystal Mountain est une reprise du groupe Death, le morceau original figure sur leur album Symbolic, paru en 1995.

## Liste des titres

### Single
1. Quietus (Silent Reverie) (Single Version) - 3:54
2. Linger (Orchestral Version) - 4:17

### Maxi single
1. Quietus (Silent Reverie) (Single Version) - 3:54
2. Crystal Mountain (Orchestral Version) - 5:01
3. Quietus (Grunt Version) - 3:45
4. Crystal Mountain - 4:48